# Real spagnolo

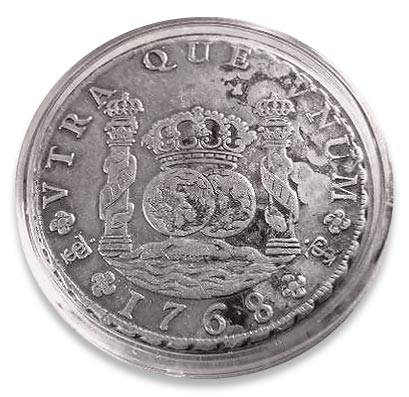
Real coloniale spagnolo d'argento coniato alla zecca di Potosí, Alto Perù (attuale Bolivia) nel 1768.

Il real è stata una moneta usata in Spagna per diversi secoli.

## Storia
I primi real furono introdotti da Alfonso XI di Castiglia (1312-1350) e dal figlio Pedro I (1350 - 1369) con un valore pari a 31 maravedí.
Questo tasso aumentò fino al 1497, quando il real fu fissato con un valore di 34 maravedí. Il famoso Peso de a Ocho ("pezzo da otto" che prende il nome dal valore di 8 Real = 1 Peso d'argento), noto anche come dollaro spagnolo, fu emesso lo stesso anno ed in seguito fu diffusissimo in America ed Asia. Nel 1566 fu introdotto lo escudo spagnolo d'oro dal valore di 16 reales. Il "Peso de a ocho" o "pezzo da otto" è una moneta d'argento da 1 oncia (circa 27,4 grammi) e non deve essere scambiata con le monete minori: 4 reales, 2 reales, 1 real ed il piccolo mezzo real.
Durante questo periodo la monetazione spagnola divenne popolare nel commercio e negli scambi internazionali e mantenne questa importanza per secoli.

### XVII secolo
Nel 1642 furono creati due real distinti, il real de plata (cioè d'argento) ed il real de vellón (cioè di biglione). Il tasso di cambio tra le due monete fu fissato a 2 real de vellón = 1 real de plata. Il maravedí fu legato al real de vellón, ed il real de plata fu valutato 68 maravedí. L'escudo d'oro valeva 16 real de plata.

### XVIII secolo
Il real de plata fuerte fu introdotto nel 1737 con un valore di 2½ reales de vellón o 85 maravedí. Questo real divenne la moneta di riferimento e fu coniata fino agli inizi del XIX secolo. L'escudo valeva 16 reales de plata fuerte.

### XIX secolo

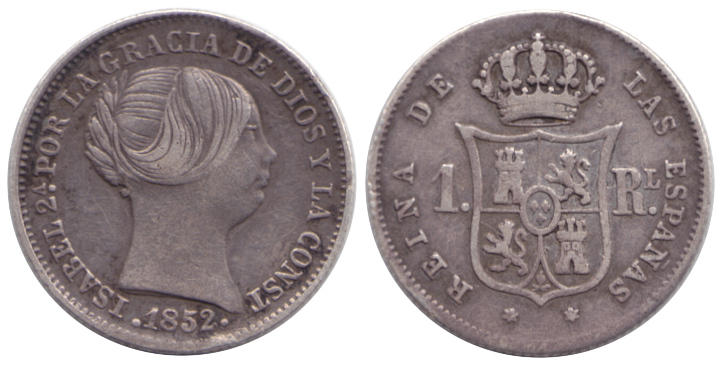
1 real, Spagna, 1852, Isabella II. Argento 900.

Nel 1808 furono introdotte monete in real de vellón (cioè di biglione). Queste monete circolarono accanto al real de plata fuerte (di argento forte)  ed all'escudo fino alla decimalizzazione. Monete in reales de plata furono coniate fino al 1837, mentre il maravedí fu emesso sino al 1850.

### Decimalizzazione
Il real de vellón, ora chiamato solo real, fu adottato come unità monetaria di base dalla Spagna al momento della decimalizzazione nel 1850. Inizialmente c'era, come frazione, la decima de real (1/10 di real). In seguito fu introdotto il céntimo de real (1/100 di real). Il real sostituì la peseta catalana nel 1850 con un tasso di 1 peseta = 4 real.
Nel 1864 il real fu sostituito da un nuovo escudo dal valore di 10 real (perciò non equivalente allo escudo precedente). Questo secondo escudo fu a sua volta sostituito nel 1868 dalla peseta con un tasso di 1 peseta = 0,4 escudo = 4 real. In conseguenza il termine real sopravvisse indicando un quarto di peseta.

## Monete

### Predecimali
Nel XVIII secolo furono emesse monete di rame da 1, 2, 4 e 8 maravedí, in argento da ½, 1, 2, 4 e 8 reales ed in oro da ½, 1, 2, 4 e 8 escudo. La moneta d'argento da 8 reales era conosciuta come dollaro spagnolo o peso (il famoso "pezzo da otto"). I pezzi da otto coniati tra il 1732 ed il 1773 sono spesso chiamati columnarios. Le varietà con il ritratto coniate dal 1772 ed in seguito sono chiamati dollari spagnoli o dollari delle Colonne. Esiste anche una moneta nota come peso sencillo (peso semplice) da 6 reales.
Dal 1808 furono emesse monete dai valori di 1, 2, 4, 10, 20, 80, 160 e 320 reales de vellón. Le moneta di maggior valore (da 10 real de vellón in su) erano equivalenti ai 4 e 8 real de plata fuerte ed ai 2, 4 e 8 escudo.

### Decimali
Furono emesse monete di rame da ½, 1 e 2 decima de real e da ½ real, assieme a monete d'argento da 1, 2, 4, 10 e 20 reales e a quelle d'oro da 20, 40 e 100 reales. Queste monete furono introdotte nel periodo 1850 -1853. Nel 1854 furono introdotte monete di rame da 5, 10 e 25 céntimos de reales.